# Arnaud Balijon
Arnaud Balijon (Reims, 17 giugno 1983) è un calciatore francese, portiere del Cannes.

## Carriera
Ha giocato in Ligue 2 con Stade Reims, Laval, Istres, Orléans e Red Star.

## Palmarès

### Club

#### Competizioni nazionali
- Championnat National: 1

Stade Reims: 2003-2004